# ユラツ語
ユラツ語 (ユラツご、Yurats language)は、シベリアのエニセイ川西部で話されていたサモエード語派に属す言語。19世紀に死語となった。ユラツ語はおそらくネネツ語とエネツ語をつなぐ連続体、またはエネツ語の古い方言と考えられる。